# Phalangodinella longipes
Phalangodinella longipes is een hooiwagen uit de familie Zalmoxioidae.